# وزارة الحكم المحلي (فلسطين)
وزارة الحكم المحلي الفلسطينية هي الوزارة المسؤولة عن تطوير قدرات الهيئات المحلية في دولة فلسطين وتنمية مواردها لتصبح أكثر قدرة على تحقيق رفاهية مواطنيها في اطار حكم محلي رشيد.

## التاريخ
تأسست وزارة الحكم المحلي الفلسطينية عام 1994 بعد إنشاء السلطة الوطنية الفلسطينية، واتخذت من مدينة غزة مقرًا لها، ثم مدينة البيرة.
في 21 مايو 2022، افتتح مقر الوزارة في مدينة رام الله.
في 25 يناير 2024، أعلنت الوزارة أن الجيش الإسرائيلي دمر مقرها في مدينة غزة خلال الحرب الفلسطينية الإسرائيلية التي بدأت في أكتوبر 2023.

## رؤية الوزارة
رؤية الوزارة هي حكم محلي ديمقراطي قادر على تحقيق التنمية المستدامة بمشاركة مجتمعية فاعلة.

## إستراتيجيات وغايات الوزارة
إن إستراتيجيات وغايات الوزارة هي الآتية:
1. تمكين الهيئات المحلية من امتلاك قدرات مؤسساتية فاعلة.
2. رفع كفاءة الوزارة لتمكينها من التخطيط والتوجيه والإشراف على قطاع الحكم المحلي.
3. تحقيق مزيد من الديمقراطية والشفافية والمشاركة المجتمعية في قطاع الحكم المحلي.
4. تعزيز مفهوم الشراكة بين الهيئات المحلية والقطاعين الخاص والعام للمساهمة في إحداث تنمية محلية وتعزيز الاستقلال المالي للهيئات المحلية.

## الهيكل التنظيمي للوزارة

الهيكل التنظيمي لوزارة الحكم المحلي الفلسطينية